# Antonio di Borgogna (1421-1504)
Antonio di Borgogna detto il Gran Bastardo di Borgogna (Lizy, 1421 – Calais, 4 maggio 1504) è stato uno dei figli illegittimi del duca Filippo III di Borgogna.

## Biografia
Nacque da un'amante di Filippo III di Borgogna, Jeanne Lemaire detta Janne de Presles.
Alla morte del fratellastro Cornelio, ebbe il titolo da questi precedentemente tenuto di Gran Bastardo di Borgogna. Giovane di bell'aspetto e mecenate, ricevette un brutto colpo durante l'assedio di Beauvais, dove si ritiene che andarono persi tra i suoi arazzi più belli, oltre che collane ed anelli di gran lusso. Tra il 1475 e il 1476 egli fu mandato in quanto diplomatico presso il re di Inghilterra, sostò in Bretagna, e intorno allo stesso periodo fu diplomatico presso la corte di Napoli di Ferdinando I d'Aragona, il regno al momento del suo passaggio dalla casata Angioina a quella Aragonese, era diventato l'alleato naturale dei Borgognoni in lotta con la Francia entrambi per diversi motivi. Entrambe le corti, quella di Borgogna e quella di Napoli, si influenzarono a vicenda, e la moda e l'eleganza borgognona influenzarono la moda e l'arte regnicola per tutta la seconda metà del XV secolo. Antonio fu poi mandato dal fratellastro a partecipare alla conquista del Ducato di Lorena. Assistette il suo fratellastro, il duca di Borgogna Carlo il Temerario, che gli dette il comando delle armate in terra borgognona. Durante la battaglia di Nancy, nella quale Carlo trovò la morte, Antonio fu fatto prigioniero. Entrò poi a servizio del re Luigi XI di Francia, divenendo un apprezzato consigliere.
Nel 1478 gli fu data la contea di Grandpré e nel 1480 fu fatto cavaliere dell'Ordine di San Michele. Fu legittimato nel 1485 da Carlo VIII. Ormai anziano passò i suoi ultimi anni a tessere alleanze con Massimiliano d'Austria. Verso la fine del secolo si spostò a Calais, dove trascorse i suoi ultimi anni, morirà nel 1504.
Fu un bibliofilo, collezionista di codici miniati, al cui nome è legato il Maestro di Antonio di Borgogna, commissionò anche le miniatura per le Cronache di Froissart, illustrate poi in 4 volumi . Fu anche bravo sportivo: la freccia che si ritrova nel suo ritratto dipinto da Van der Weyden è probabilmente un riferimento alla sua vittoria nella gara di tiro con l'arco a Bruges nel 1463.

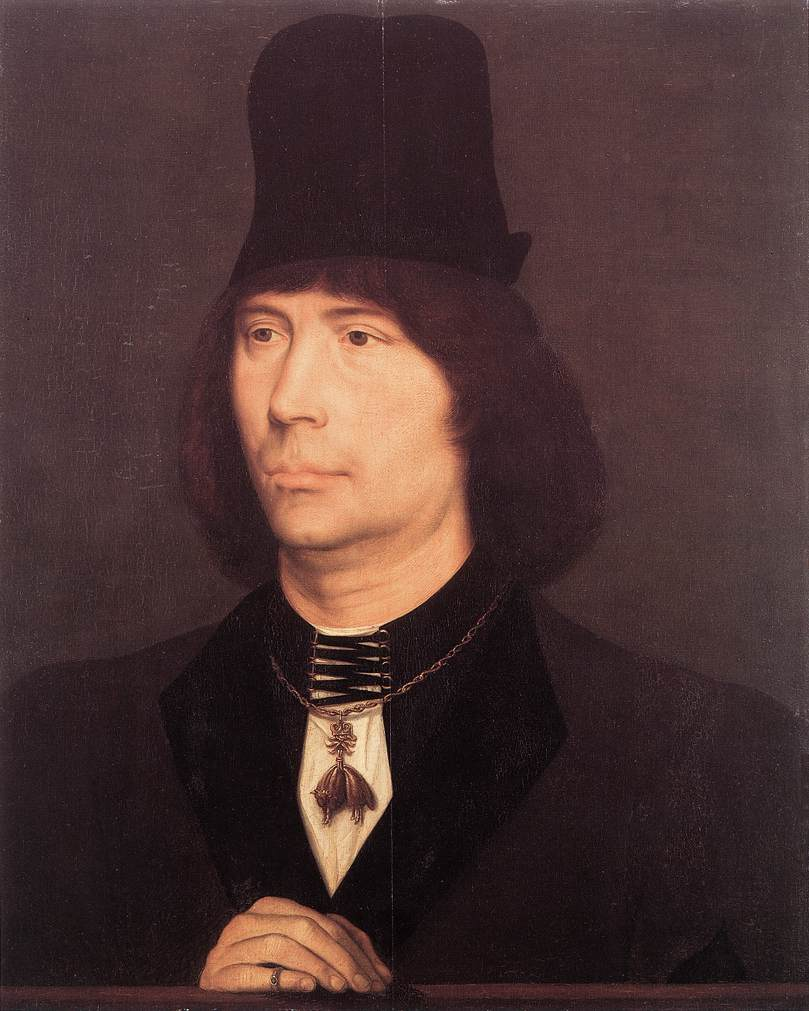
Antonio di Borgogna ritratto da Hans Memling negli anni'70 del secolo
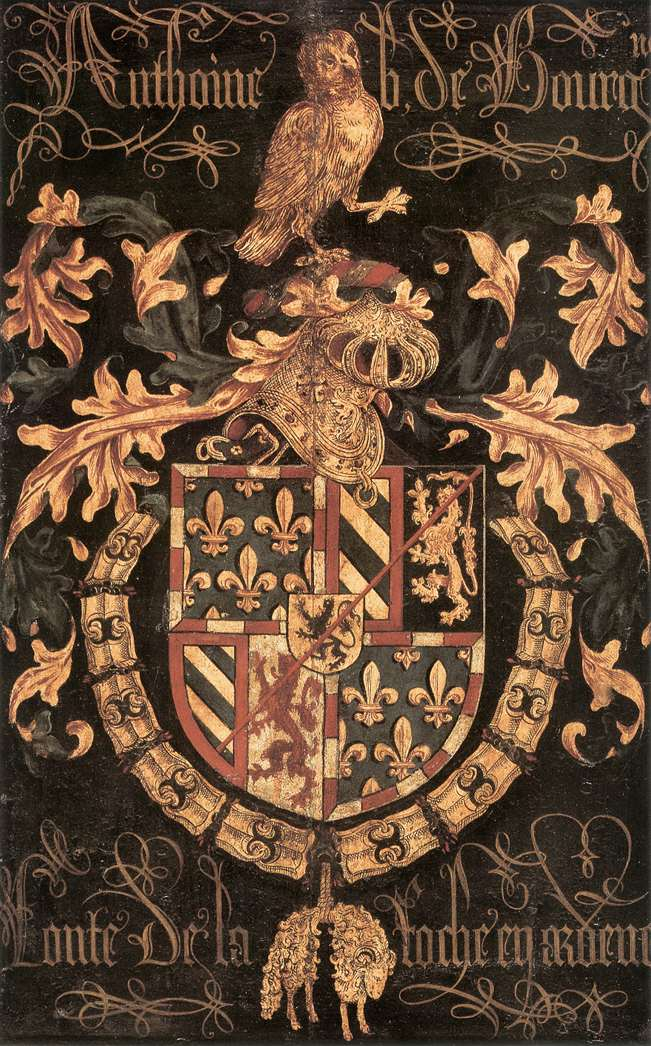
Armi di Borgogna ritratte da Pierre Coustens nel 1480-85

## Discendenza
Sposò nel 1459 Jeanne-Marie de La Vieville, da cui ebbe:
- Filippo (v. 1450 - 1498), signore di Beveren;
- Giovanna (morta nel 1511);
- Maria, morta giovane;
- una figlia.

Ebbe due figli naturali da Marie de Braem:
- Antonio, signore di Wakken;
- Nicolas (+ 1520), prete.

## Ascendenza
|                                       |   |                                     | Genitori                                     |  |  | Nonni |  |  | Bisnonni                     |  |  | Trisnonni                  |  |
|                                       |   |                                     |                                              |  |  |       |  |  | Filippo II, duca di Borgogna |  |  | Giovanni II, re di Francia |  |
|                                       |   |                                     |                                              |  |  |       |  |  | Filippo II, duca di Borgogna |  |  | Giovanni II, re di Francia |  |
|                                       |   | Bona di Lussemburgo                 |                                              |  |  |       |  |  | Filippo II, duca di Borgogna |  |  |                            |  |
| Giovanni, duca di Borgogna            |   |                                     |                                              |  |  |       |  |  | Filippo II, duca di Borgogna |  |  |                            |  |
|                                       |   | Margherita III, contessa di Fiandra | Luigi II, conte di Fiandra                   |  |  |       |  |  |                              |  |  |                            |  |
|                                       |   | Margherita III, contessa di Fiandra | Luigi II, conte di Fiandra                   |  |  |       |  |  |                              |  |  |                            |  |
|                                       |   | Margherita III, contessa di Fiandra | Margherita di Brabante                       |  |  |       |  |  |                              |  |  |                            |  |
| Filippo III, duca di Borgogna         |   | Margherita III, contessa di Fiandra |                                              |  |  |       |  |  |                              |  |  |                            |  |
|                                       |   | Alberto I, duca di Baviera          | Ludovico, imperatore del Sacro Romano Impero |  |  |       |  |  |                              |  |  |                            |  |
|                                       |   | Alberto I, duca di Baviera          | Ludovico, imperatore del Sacro Romano Impero |  |  |       |  |  |                              |  |  |                            |  |
|                                       |   | Alberto I, duca di Baviera          | Margherita II, contessa di Hainaut           |  |  |       |  |  |                              |  |  |                            |  |
| Margherita di Baviera                 |   | Alberto I, duca di Baviera          |                                              |  |  |       |  |  |                              |  |  |                            |  |
|                                       |   | Margherita di Brieg                 | Ludovico I, duca di Brieg                    |  |  |       |  |  |                              |  |  |                            |  |
|                                       |   | Margherita di Brieg                 | Ludovico I, duca di Brieg                    |  |  |       |  |  |                              |  |  |                            |  |
|                                       |   | Margherita di Brieg                 | Agnese di Sagan                              |  |  |       |  |  |                              |  |  |                            |  |
| Antonio, conte de la Roche-en-Ardenne |   | Margherita di Brieg                 |                                              |  |  |       |  |  |                              |  |  |                            |  |
|                                       | … | …                                   |                                              |  |  |       |  |  |                              |  |  |                            |  |
|                                       | … | …                                   |                                              |  |  |       |  |  |                              |  |  |                            |  |
|                                       | … | …                                   |                                              |  |  |       |  |  |                              |  |  |                            |  |
| Louis Raoul de Presles                | … |                                     |                                              |  |  |       |  |  |                              |  |  |                            |  |
|                                       |   | …                                   | …                                            |  |  |       |  |  |                              |  |  |                            |  |
|                                       |   | …                                   | …                                            |  |  |       |  |  |                              |  |  |                            |  |
|                                       |   | …                                   | …                                            |  |  |       |  |  |                              |  |  |                            |  |
| Jeanne de Presles                     |   | …                                   |                                              |  |  |       |  |  |                              |  |  |                            |  |
|                                       |   | …                                   | …                                            |  |  |       |  |  |                              |  |  |                            |  |
|                                       |   | …                                   | …                                            |  |  |       |  |  |                              |  |  |                            |  |
|                                       |   | …                                   | …                                            |  |  |       |  |  |                              |  |  |                            |  |
| Jeanne de Lisy                        |   | …                                   |                                              |  |  |       |  |  |                              |  |  |                            |  |
|                                       |   | …                                   | …                                            |  |  |       |  |  |                              |  |  |                            |  |
|                                       |   | …                                   | …                                            |  |  |       |  |  |                              |  |  |                            |  |
|                                       |   | …                                   | …                                            |  |  |       |  |  |                              |  |  |                            |  |
|                                       |   | …                                   |                                              |  |  |       |  |  |                              |  |  |                            |  |